# Сент-Этьен-ан-Деволюи
Сент-Этье́н-ан-Деволюи́ (фр. Saint-Étienne-en-Dévoluy, окс. Sant Estève de Devolui) — коммуна во Франции, находится в регионе Прованс — Альпы — Лазурный Берег. Департамент коммуны — Верхние Альпы. Административный центр кантона Сент-Этьен-ан-Деволюи. Округ коммуны — Гап.
Код INSEE коммуны — 05139.

## Население
Население коммуны на 2008 год составляло 573 человек.
| 1962 | 1968 | 1975 | 1982 | 1990 | 1999 | 2008 |
| ---- | ---- | ---- | ---- | ---- | ---- | ---- |
| 385  | 417  | 471  | 527  | 538  | 538  | 573  |

## Экономика
Основу экономики составляют сельское хозяйство и животноводство (овцы). Развит зимний туризм (горнолыжный курорт).
В 2007 году среди 389 человек в трудоспособном возрасте (15—64 лет) 314 были экономически активными, 75 — неактивными (показатель активности — 80,7 %, в 1999 году было 82,0 %). Из 314 активных работали 304 человека (177 мужчин и 127 женщин), безработных было 10 (3 мужчин и 7 женщин). Среди 75 неактивных 15 человек были учениками или студентами, 33 — пенсионерами, 27 были неактивными по другим причинам.

## Фотогалерея

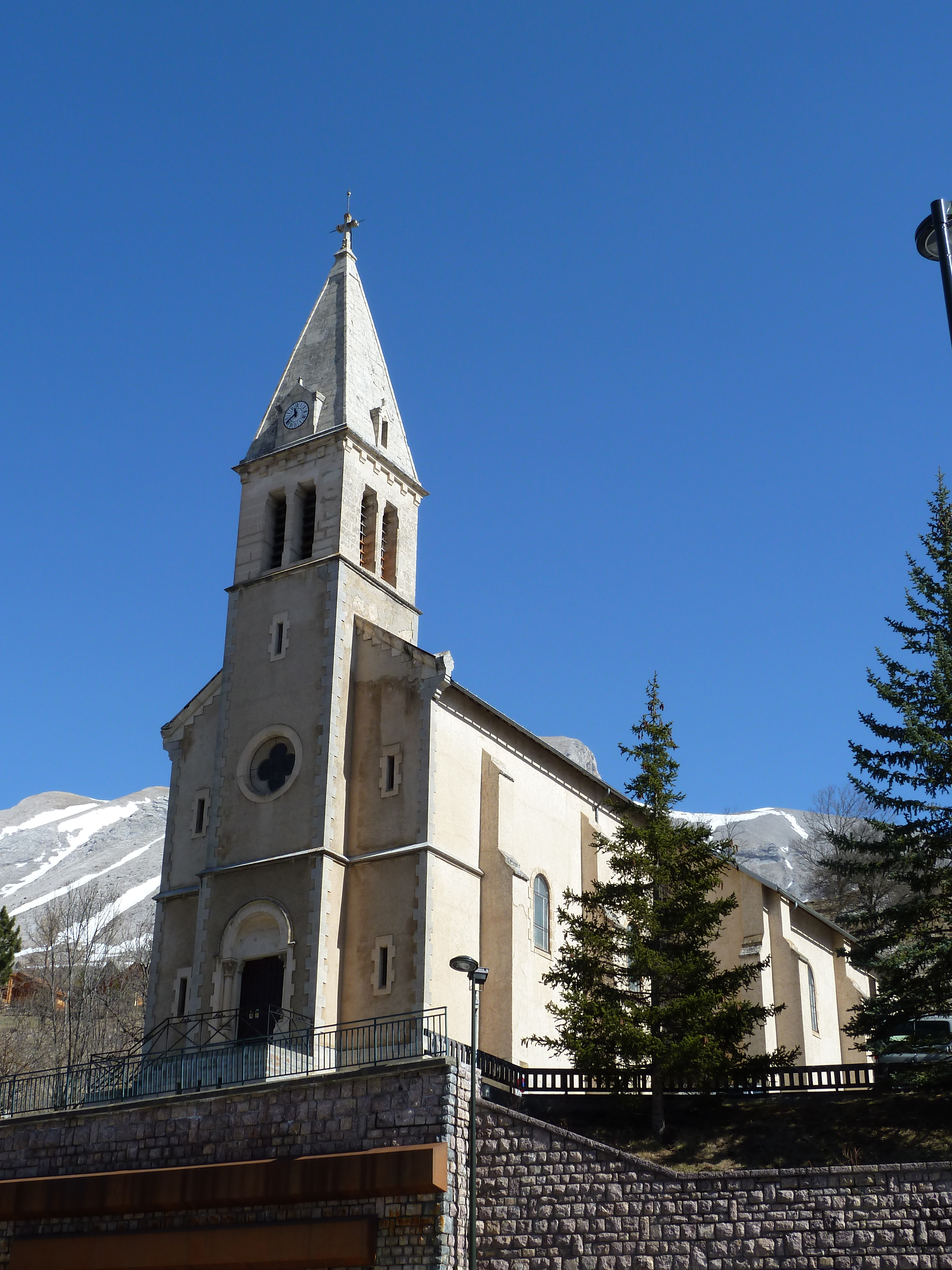
Церковь Сент-Этьен
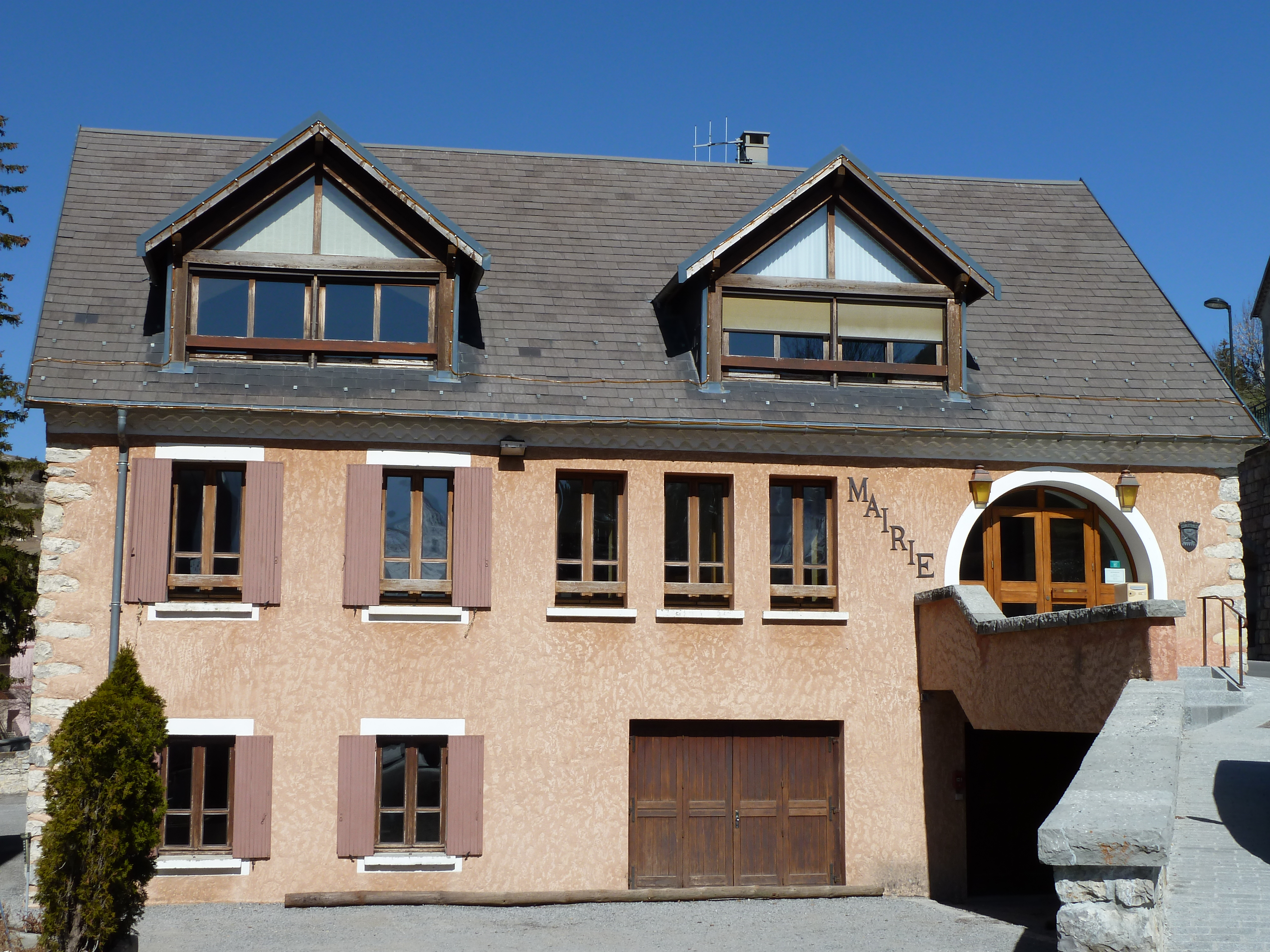
Мэрия
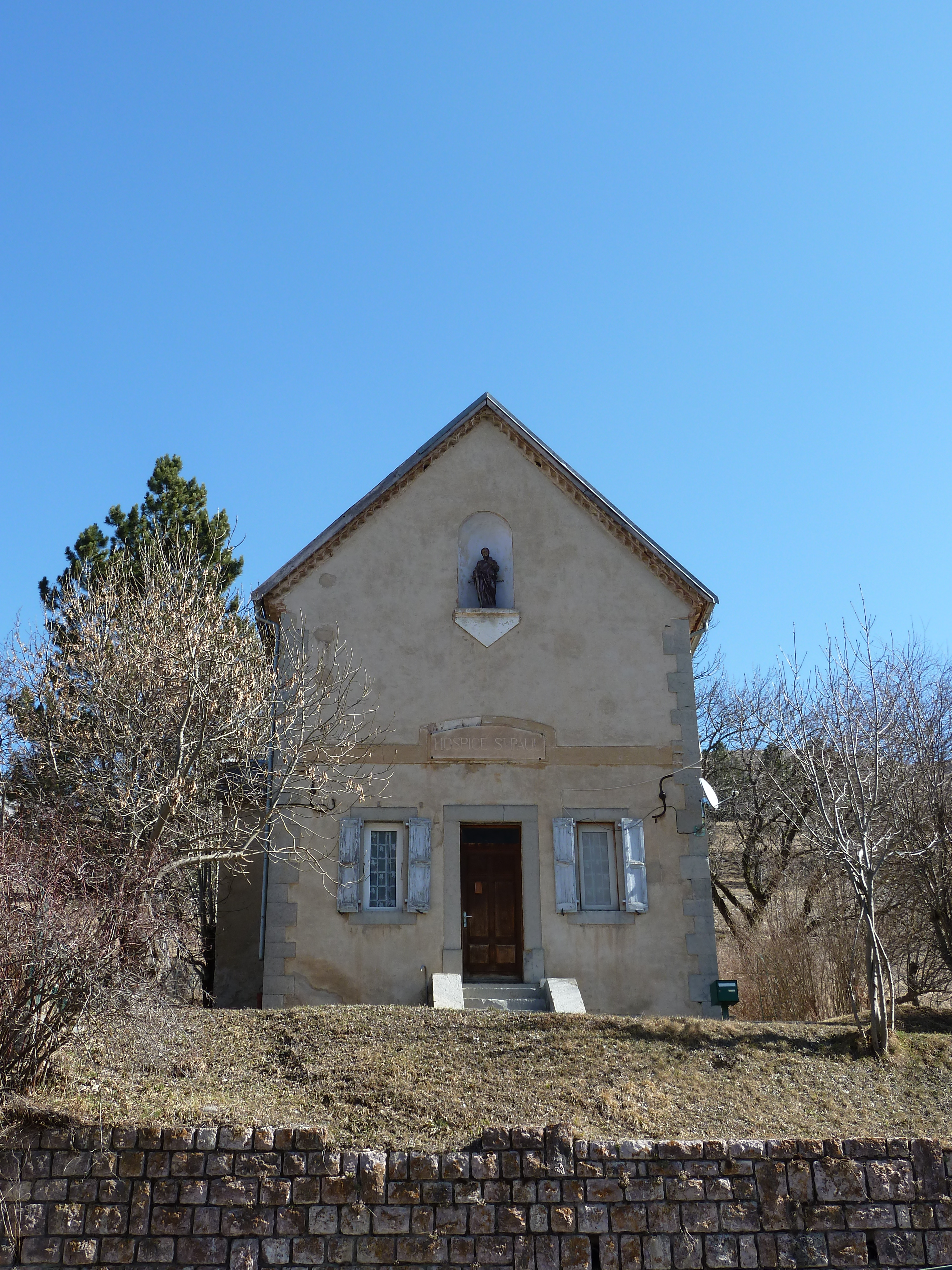
Хоспис Сен-Пол